# Eva Lemezova
Eva Lemezova es una deportista checoslovaca que compitió en esquí alpino adaptado. Ganó cuatro medallas en los Juegos Paralímpicos de Invierno en los años 1976 y 1980.

## Palmarés internacional
| Juegos Paralímpicos | Juegos Paralímpicos   | Juegos Paralímpicos | Juegos Paralímpicos |
| Año                 | Lugar                 | Medalla             | Prueba              |
| ------------------- | --------------------- | ------------------- | ------------------- |
| 1976                | Örnsköldsvik (Suecia) | Medalla de oro      | Eslalon III         |
| 1976                | Örnsköldsvik (Suecia) | Medalla de oro      | Eslalon gigante III |
| 1976                | Örnsköldsvik (Suecia) | Medalla de oro      | Combinada III       |
| 1980                | Geilo (Noruega)       | Medalla de plata    | Eslalon 3A          |